# Duy Hà
Duy Hà là một phường thuộc tỉnh Ninh Bình, Việt Nam.

## Địa lý
Duy Hà nằm cách phường Hoa Lư - trung tâm tỉnh lỵ Ninh Bình 51 km về phía Bắc, có vị trí địa lý:
- Phía đông giáp phường Đồng Văn.
- Phía tây giáp phường Lê Hồ và phường Kim Thanh.
- Phía nam giáp phường Tiên Sơn và phường Hà Nam.
- Phía bắc giáp xã Ứng Hòa và xã Chuyên Mỹ của thành phố Hà Nội.

Phường Duy Hà	có diện tích:	15,46	km², 	dân số:	24.310	người, mật độ dân số: 	1572	người/km². 	Đây là đơn vị có diện tích xếp thứ:	126	, số dân xếp thứ: 	103	và mật độ dân số xếp thứ: 	24	ở Ninh Bình.
Phường này nằm trên quốc lộ 1A, 38.

## Lịch sử
Theo Nghị quyết số 1674/NQ-UBTVQH15 ngày 16/6/2025 về sắp xếp các đơn vị hành chính cấp xã của tỉnh Ninh Bình năm 2025, Sắp xếp toàn bộ diện tích tự nhiên, quy mô dân số của phường Duy Minh, phường Duy Hải và một phần diện tích tự nhiên, quy mô dân số của phường Hoàng Đông thành phường mới có tên gọi là phường Duy Hà.